# タイムス出版社
株式会社タイムス出版社（-しゅっぱんしゃ）は、東京都大田区にある公営競技の新聞社である。

## 概要
- 1931年（昭和6年）に創業。法人の設立は1963年（昭和38年）。
- 競艇の専門新聞「ファイティング・ボートガイド」と、オートレースの専門新聞「オートタイムス」を発行している。
  - 「ファイティング・ボートガイド」の発売競艇場は、南関東地区にある競艇場（戸田競艇場・江戸川競艇場・平和島競艇場・多摩川競艇場）と浜名湖競艇場の専用場外である茨城県笠間市のボートピア岩間。
  - 通年発行のレース場は戸田・江戸川・平和島・多摩川・浜名湖。また、ＳＧ・ＧＩ・ＧＩＩ・女子レースも全レース発売している。モーニングからナイターレースのいずれかのレース場も365日発売している。
  - 「オートタイムス」の対象オートレース場は、川口オートレース場。
- それぞれのレース場・場外売り場での新聞販売のほか、公式ページによるネット販売や全国のローソン・ファミリーマート・セブンイレブン・ミニストップのマルチコピー機で２４時間３６５日プリントできるeプリントサービスを利用して販売している。
- ボートレース平和島とボートレース多摩川のオフィシャルページではレース直前予想ページを運営している。